# Hwang Te-hon
Hwang Te-hon (hangul: 황대헌; hanča: 黃大憲, anglickým přepisem: Hwang Dae-heon * 5. července 1999, Anjang) je jihokorejský shorttrackař. Na olympijských hrách v Pekingu roku 2022 vyhrál závod na 1500 metrů. Na předchozích hrách v Pchjongčchangu roku 2018 bral stříbro v individuálním závodě na 500 metrů. Z Pekingu má též olympijské stříbro ze štafety na 5000 metrů. Je rovněž dvojnásobným individuálním mistrem světa z pětisetmetrové trati (2018, 2019). Ze světového šampionátu si přivezl i dvě štafetová zlata. Od roku 2016 je držitelem světového rekordu na 1000 metrů, zajel ho na závodě světového poháru v Salt Lake City. Je celkovým vítězem disciplíny 1500 metrů ve světovém poháru v sezóně 2017/18. V disciplíně 1000 metrů byl dvakrát celkově druhý (2017/18, 2021/22). Vyhrál v seriálu světového poháru 12 individuálních závodů (k únoru 2022).